# Triumph Vitesse
Der Triumph Vitesse ist ein kleiner Sechszylinder-Sportwagen, den Triumph von 1962 bis 1971 baute. Der Triumph Vitesse basiert auf dem 1959 erschienenen Triumph Herald. Der Vitesse entstand aus einer Initiative des damaligen Standard-Triumph-Chefs Henry George Webster, der einen Triumph Herald mit einem Standard Vanguard Motor ausstatten ließ. Unter dem Projektnamen „Atom“ entstand der Triumph-intern auch „Kenilworth Dragster“ genannte Wagen mit Sechszylindermotor, dessen Karosserie der italienischen Designer Giovanni Michelotti auf Basis der Herald-Karosserie gestaltet hatte. Es gab ihn als Limousine, Cabriolet sowie in sehr geringer Stückzahl auch als Kombi („Estate“).
Der Name Vitesse wurde von Triumph vor dem Zweiten Weltkrieg bereits für ein in den Jahren 1937 und 1938 gefertigtes Modell genutzt.

## Vitesse 6
Der Triumph Vitesse 6 wurde am 25. Mai 1962 vorgestellt. Er war die Hochleistungsvariante der kleinen zweitürigen Limousine Herald. Der Herald war am 22. April 1959 vorgestellt worden. Auch seine Form kam von Michelotti. In den frühen 1960er Jahren überlegte Triumph,  auf dessen Basis eine kleine Sportlimousine mit Sechszylindermotor zu bauen. Michelotti wurde wiederum mit dem Styling beauftragt und präsentierte einen Wagen, in dem fast alle Karosseriebleche des Herald Verwendung fanden und der mit einer neuen Fahrzeugfront ausgestattet war. Die Fahrzeugfront mit ihren versetzten Doppelscheinwerfern wurde „Chinese Eye“ (chinesisches Auge) genannt.
Standard-Triumph baute den bekannten Reihensechszylindermotor mit 1.596 cm³ aus dem Standard Vanguard Six ein, aber mit kleinerer Bohrung von 66,75 mm anstatt der 74,7 mm beim Vanguard und doppelten Solex-Fallstromvergasern B32PIH. Diese Vergaser wurden bald nach der Einführung des Wagens durch Vergaser des Typs B321H ersetzt, da sich die Beschleunigungspumpe als Problem herausstellten. Wer die Maschine genau ansieht, entdeckt einen Saum am Zylinderblock zwischen dem dritten und dem vierten Zylinder, was auf die Anfänge dieses Motorenentwurfes als 803 cm³ - Motorblock des Standard Eight von 1953 hinweist. Das manuell zu schaltende Getriebe wurde verstärkt und mit einem Overdrive von Laycock-de-Normanville, D-type, angeboten. Scheibenbremsen vorne und stärkere Trommelbremsen hinten wurden serienmäßig angeboten und der Tank des Herald wurde vergrößert, wobei der Reservehahn des kleineren Tanks erhalten blieb. Die vordere Radaufhängung wurde wegen des höheren Gewichts des Sechszylindermotors mit stärkeren Schraubenfedern ausgestattet, an der Hinterachse wurde das System vom Herald mit Pendelachse und Querblattfeder übernommen, erwies sich aber bald als für den kräftigeren Vitesse als ungeeignet. Das Fahrgestell entsprach im Wesentlichen dem des Herald. Lieferbar waren eine Limousine und ein Cabriolet; ein ebenfalls konstruiertes Coupé gelangte nie zur Serienreife. Eine Handvoll Kombis entstand ebenfalls auf besonderen Kundenwunsch im Servicedepot von Standard-Triumph in Park Royal im Westen Londons.
Die Innenausstattung wurde gegenüber dem Herald  aufgewertet, Türinnenverkleidungen aus Holz passten zum Holzarmaturenbrett; außerdem hatte der Wagen bessere Sitze und Türbetätigungselemente. Als Extra war in der Limousine ein Webasto-Schiebedach in Vinyl- oder Stoffausführung erhältlich. Außen gab es Zierleisten aus nichtrostendem Stahl an den Fahrzeugseiten und  Aluminium-Stoßfängerleisten (anstatt der Leisten aus weißem Gummi beim Herald). Die seitlichen Zierleisten ziehen sich über die gesamte Fahrzeuglänge und werden auch um den Kühlergrill geführt.
Ungefähr ein Jahr nach der Vorstellung wurde das Styling des Vitesse zum ersten Mal überarbeitet; das Armaturenbrett erhielt mehrere Rundinstrumente anstatt des einzelnen vom Herald und ab September 1965, ab Fahrgestellnummer HB27986, wurden die Solex-Doppelvergaser durch Zenith-Stromberg CD 150 ersetzt. Vorher hatte der Motor  70 bhp (51 kW) bei 5.000 min−1 geleistet und 125 Nm Drehmoment geliefert. Nun stiegen die Werte ausreichend, um den Wagen flexibler und leistungsfähiger als vorher zu machen. Es wurden 13–14 bhp (9,6–10,3 kW) Leistungssteigerung angegeben, was etwas zu optimistisch war, aber ein Motormagazin bestimmte die Höchstgeschwindigkeit zu 146 km/h; die Beschleunigung von 0 auf 130 km/h wurde in 33,6 s anstatt 46,6 s bewältigt.
Der Vitesse 6 verkaufte sich extrem gut und war das populärste Vitesse-Modell. Der Wagen war wegen seiner guten Fahrleistungen und seines sparsamen Umgangs mit Benzin sehr beliebt, ebenso wie für seine elegante Innenausstattung. Der Vitesse hatte nur wenige Konkurrenten: Seine Fahrleistungen entsprachen denen vieler Sportwagen (Triumph nannte ihn den „Two-Seater-Beater“), er bot aber Raum für die ganze Familie. Insbesondere das Cabriolet war auf dem Markt ohne Wettbewerber, bis viele Jahre später der Stag aus gleichem Hause erschien.

## Sports 6
Das Vitesse-6-Cabriolet wurde 1962–1964 auch in die USA exportiert; die linksgelenkte Version hieß dort Triumph Sports 6 und wurde als „Limited Edition“ (Sondermodell) vermarktet. Wegen seines hohen Preises wurden aber nur 679 Stück verkauft.
Der Sports 6 war vermutlich besser für die US-amerikanischen Highways geeignet als der Herald, stand aber in einer ruinösen Preiskonkurrenz durch  Autos wie den Ford Mustang. Die Vitesse-Limousine wurde nicht offiziell in den USA verkauft, wenn auch einige Exemplare privat eingeführt wurden, üblicherweise von amerikanischem Servicepersonal. Der offizielle Verkaufspreis für den Sports 6 Cabriolet betrug 2.499,-- US-$.

## Vitesse 2-Litre

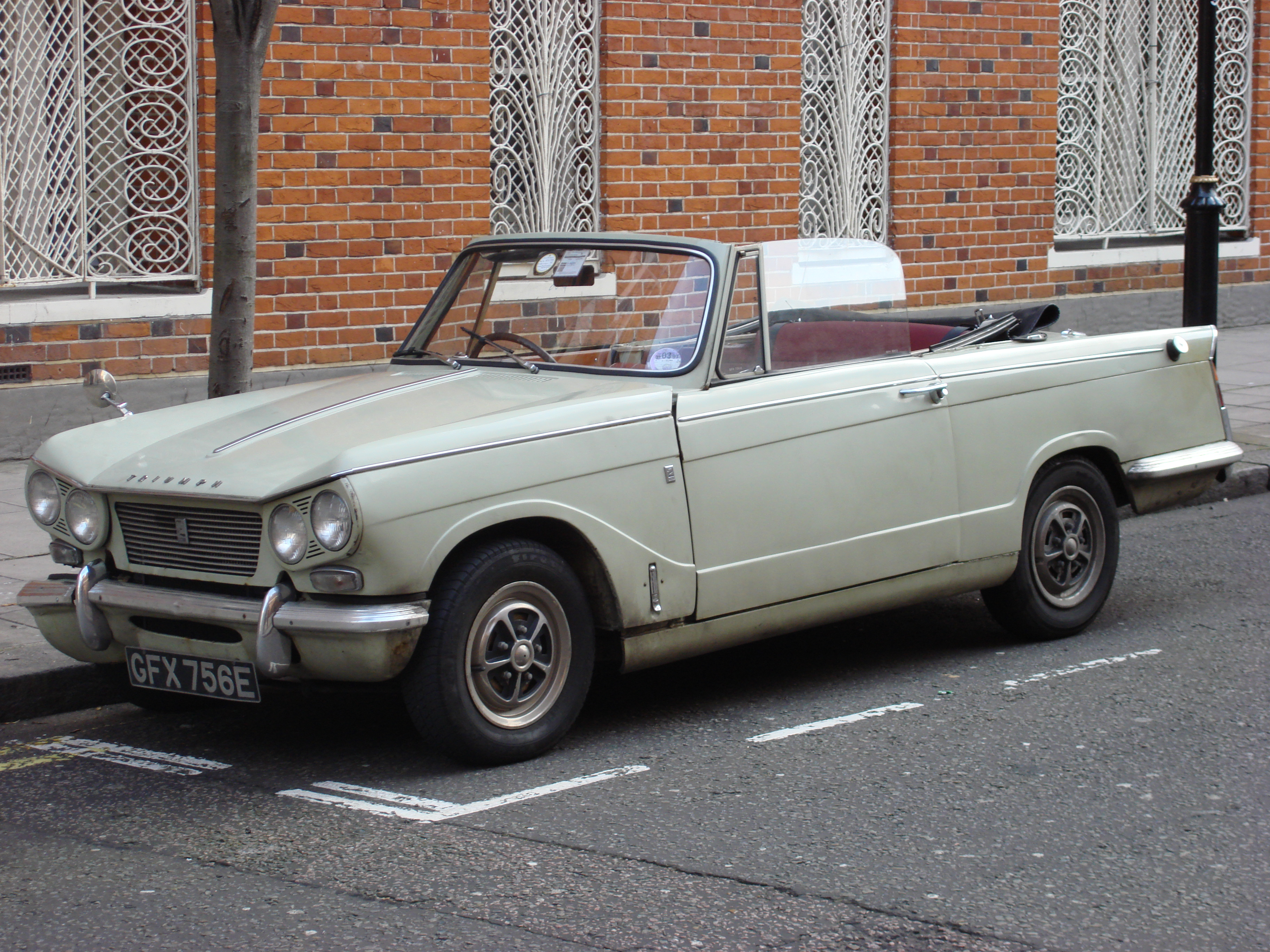
Kaktusgrüner Triumph Vitesse 2-Litre Cabriolet (1967)

1966 bohrte Triumph den Motor auf 1.998 cm³ auf, nutzte ihn auch für das Coupé GT6 und brachte den Triumph Vitesse 2-Litre heraus. Die Leistung stieg auf 95 bhp (70 kW); der neue Wagen beschleunigte von 0 auf 100 km/h in 13 s. Der Leistungszuwachs war sehr willkommen, deckte aber auch die Defizite der Hinterradaufhängung auf, die auch vom GT6 und vom Spitfire bekannt waren. Es gab einige Detailverbesserungen für den 2-Litre wie ein stärkeres Getriebe, bessere Bremsen und einen „VITESSE“-Schriftzug auf dem Aluminiumstreifen über dem Rückfahrscheinwerfer.

## Vitesse Mark 2

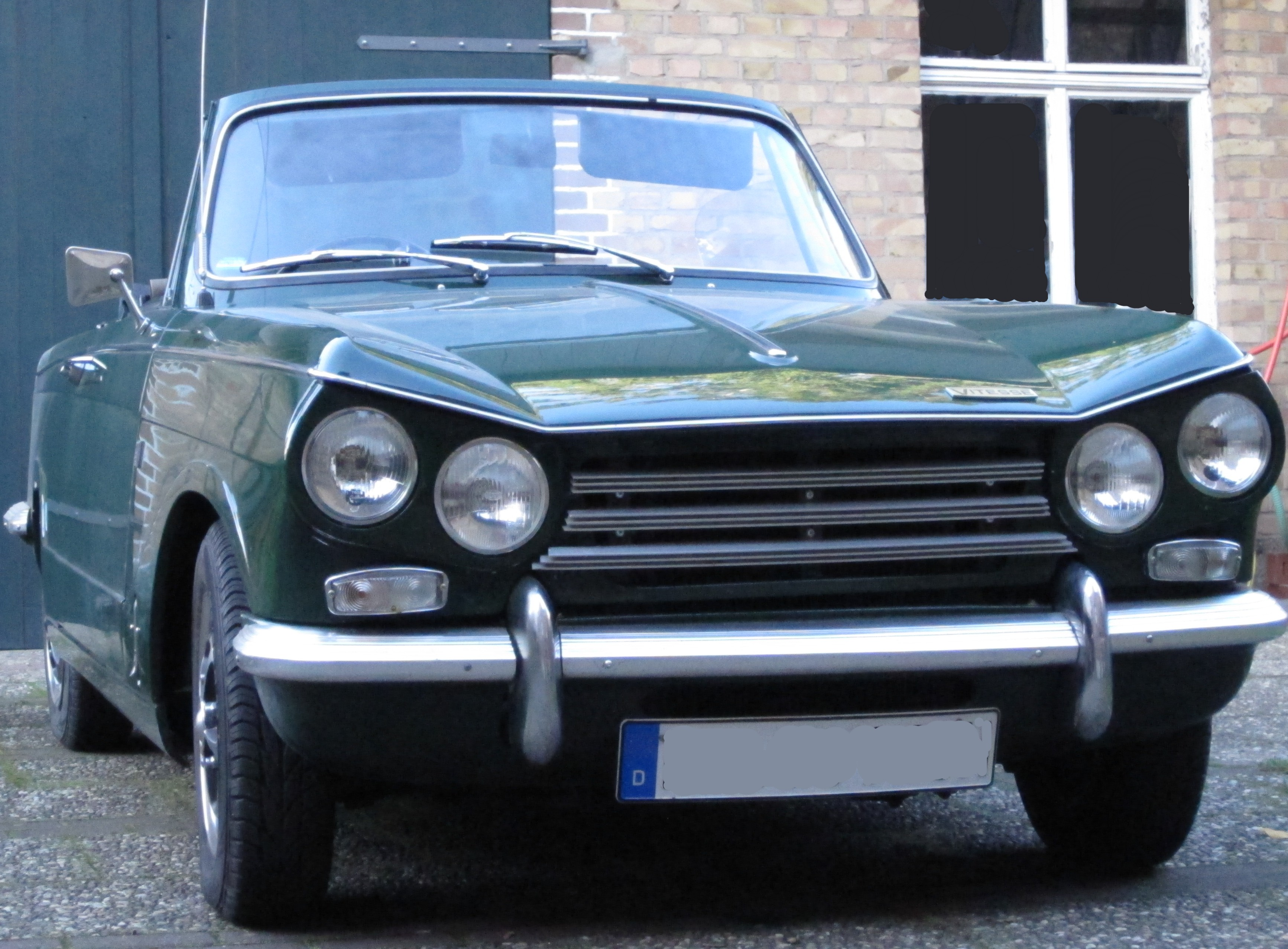
Triumph Vitesse MKII Cabriolet (1968)

Der Triumph Vitesse Mk. II erschien im Herbst 1968 als letztes Modell der Baureihe. Er sollte hauptsächlich die Antwort von Triumph auf die wachsende Kritik an der Hinterradaufhängung sein. Der Wagen hatte eine neue Doppelquerlenkerachse mit radführender Querblattfeder oben und „Rotoflex“-Antriebswellen-Gelenken. Dieses System, das auch beim gleichzeitig vorgestellten GT6 Mk. II (in den USA: GT6+) zu finden war, hatte eine geringere Sturzänderung beim Einfedern als die Pendelachse der Vorgänger und verhalf dem Vitesse zu einer besseren Straßenlage.
Es gab weitere Verbesserungen, durch einen anderen Zylinderkopf wurden 104 bhp (76,5 kW) erreicht, was zu einer Beschleunigung des Fahrzeuges von 0 auf 100 km/h in etwas mehr als 11 s und einer Höchstgeschwindigkeit von über 160 km/h führte. Außen sah man einen neuen Kühlergrill, etwas breitere Stahlräder mit Edelstahlradkappen im „Rostyle“ Design und ein silberfarben lackiertes Heckabschlussblech. Von Triumph wurde die Farbe „Ceramic“ genannt. Die Innenausstattung wie etwa die Sitze wurde verbessert und hatte Teile mit dem neuen Herald 13/60 gemeinsam. Auch eine neue Farbpalette hatte der Mk. II zu bieten. Die Schriftzüge auf Motorhaube und Kofferraumdeckel wurden verändert.
Dies war der letzte Vitesse, eine Limousine oder ein Cabriolet mit Fahrleistungen, die leicht die eines MGB oder eines Sunbeam Alpine überflügelten, aber mit vier vollwertigen Sitzen und einem großen Kofferraum. Der Vitesse verkaufte sich bis zur Einstellung der Modellreihe im Juli 1971 gut, ein Jahr bevor der neue Dolomite als Sportlimousine erschien und zwei Jahre bevor der Dolomite Sprint, eine andere Hochleistungs-Sportlimousine, präsentiert wurde. Obwohl der Vitesse schon ein älteres Modell war, erwies er sich als zuverlässiger als all seine Nachfolger.

## Produktionszahlen
- Vitesse 6 (1600): 31.261 Stück
  - Limousine: 22.814 Stück
  - Cabriolet: 8.447 Stück, einschließlich 679 Sports 6 (USA)
- Vitesse 2-Litre: 10.830 Stück
  - Limousine: 7.328 Stück
  - Cabriolet: 3.502 Stück
- Vitesse Mk. 2: 9.121 Stück
  - Limousine: 5.649 Stück
  - Cabriolet: 3.472 Stück

## Renneinsatz
Der Vitesse nahm 1971 an Rennen der Trans-Am-Serie teil.

## Der Vitesse heute
Heute ist der Triumph Vitesse eine Randerscheinung in der Oldtimerszene. Die Teileversorgung ist gut und die Autos haben den Ruf einer einfachen und soliden Mechanik. Der Vitesse 6 – besonders in der früheren Ausführung mit Solex-Vergasern – ist nahezu vergessen, und diese Autos werden langsam rar. Wegen seiner Fahrleistung und seiner Straßenlage ist der Mk. 2 am beliebtesten und Cabriolets sind gesucht. Besonders viele Mk. 2 Cabriolets haben überlebt. Der Triumph Sports Six Club in England bietet den Besitzern vielfältige Unterstützung.